# Calephelis huasteca
Calephelis huasteca är en fjärilsart som beskrevs av Mcalpine 1971. Calephelis huasteca ingår i släktet Calephelis och familjen Riodinidae. Inga underarter finns listade i Catalogue of Life.